# 長坂信政
長坂 信政（ながさか のぶまさ、生年不詳 - 元亀3年11月15日（1572年12月19日））は、戦国時代の武将。三河の松平氏（のち徳川氏）の家臣。通称、彦五郎、茶利九郎。仮名は九郎。異名は血鑓九郎。子の長坂信宅も同じく徳川氏の家臣である。

## 概要
家系は清和源氏義光流小笠原氏の庶流長坂氏とされ、武田家の家臣・長坂光堅とは同族（遠戚）と思われる。また、陸奥の長坂氏とは別族である（こちらは桓武平氏千葉氏族）。ただし信政以前の事績は不明である。
長坂氏は、小笠原氏支流である九郎守重（小笠原持長の三男）が足利将軍家に仕え山城国長坂村に住したことから長坂姓を称して創始されたといい、その孫が信政であるといわれている。祖父・守重、父・信重（守重の三男）が足利将軍家に仕えていたのに対し、どのようにして信政が松平氏の家臣になったのかも不明である。長坂氏の系譜に関しては小笠原信定を祖とする説もあるが、信定は信政や光堅とほぼ同時期の人物であり、ましてや光堅が仕えていた武田氏とは敵対関係にもあったのでこちらは信憑性に欠ける。
松平氏三代（松平清康、松平広忠、松平家康）に仕え、尾張の織田氏との戦いで活躍するなど、槍働きで功名を挙げたため「血鑓九郎」の異名を与えられ、この異名は信政の子孫代々に受け継がれた。子の信宅も穴山梅雪を調略するなど徳川氏のため働き、子孫は旗本として存続した。